# Jimmy Bryan

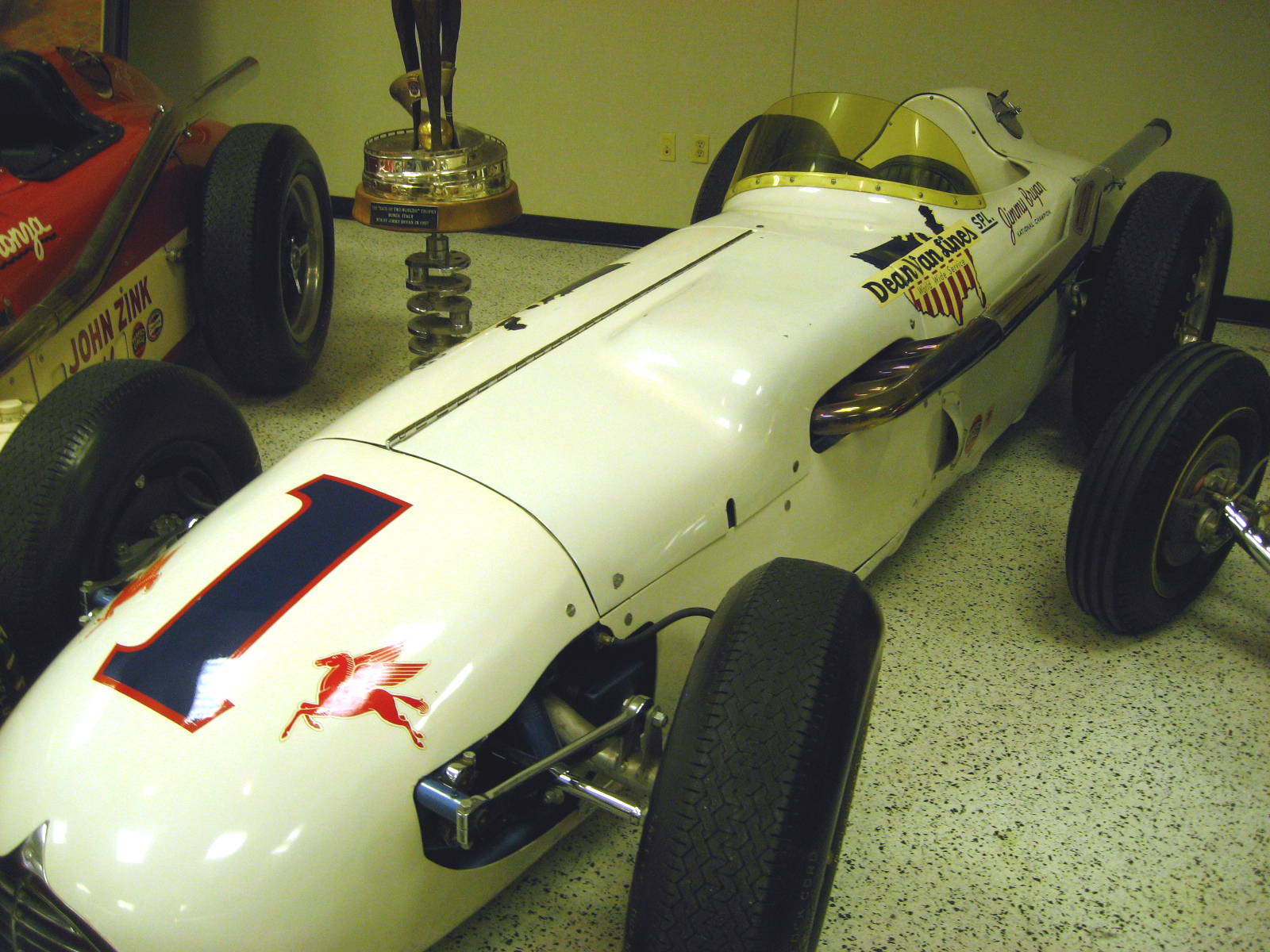
Dean Van Lines Special, el Kuzma-Offenhauser que utilizó Jimmy Bryan

James Ernest Bryan, más conocido como Jimmy Bryan (Phoenix, Arizona, Estados Unidos, 28 de enero de 1926-Langhorne, Pensilvania, 19 de junio de 1960), fue un piloto de automovilismo estadounidense. Disputó el Campeonato Nacional de la AAA y luego el Campeonato Nacional del USAC, logrando 19 victorias y 32 podios en 62 carreras, tres títulos en 1954, 1956 y 1957, y un subcampeonato en 1955. Venció en las 500 Millas de Indianápolis de 1958, y llegó segundo en 1954 y tercero en 1957. Además, triunfó en la Carrera de los Dos Mundos de 1957. Apodado el "Cowboy de Arizona", murió en un choque en una carrera de la USAC a la edad de 34 años.

## Carrera deportiva
Bryan comenzó a competir en automovilismo en 1948, se destacó con automóviles sprint y midgets en óvalos de tierra. Participó por primera vez en las 500 Millas de Indianápolis en 1951 con un Lesovsky, sin lograr clasificar a la carrera. En 1952 clasificó 21º con un Kurtis y llegó a meta sexto. Luego disputó las dos fechas finales del Campeonato Nacional de la AAA con un Bromme, resultando sexto en San José. Así, culminó el año en la 15.ª posición general.
El piloto resultó 14º en las 500 Millas de Indianápolis de 1953 con un Schroeder. Luego corrió las demás fechas con un Kurtis, logrando su primer triunfo en Sacramento. También llegó segundo en el Clásico Rex Mays de Milwaukee, tercero en Detroit, séptimo en DuQuoin, octavo en Springfield y décimo en las 200 Millas de Milwaukee. Así, se colocó noveno en el campeonato.
En 1954, Bryan disputó el certamen con un Kuzma del equipo de Clint Brawner. Clasificó tercero a las 500 Millas de Indianápolis, y llegó segundo por detrás de Bill Vukovich, luego de haber liderado 46 vueltas. Ese año venció en cinco carreras: Langhorne, Hoosier Hundred, Sacramento, Phoenix y Las Vegas, obteniendo además un segundo lugar y tres terceros en 11 carreras. De esta manera, obtuvo el título ante Manny Ayulo, Jack McGrath y Bill Vukovich.
Byran lideró 31 vueltas de las 500 Millas de Indianápolisde 1955 con un Kuzma, pero abandonó por falla mecánica. Luego triunfó en seis carreras: Langhorne, Springfield, DuQuoin, Hoosier, Sacramento y Phoenix, y consiguió un segundo lugar y un cuarto. Sin embargo, chocó en las 250 Millas de Milwaukee, la otra carrera de puntaje especial. Por ello, Bob Sweikert se quedó con el título y lo relegó al subcampeonato.
El piloto inició la temporada 1956 del nuevo Campeonato Nacional del USAC llegando a meta 19º en las 500 Millas de Indianápolis, siempre con Kuzma. Logró cuatro triunfos en Springfield, las 250 Millas de Milwaukee, DuQuoin y la Hoosier Hundred, así como dos segundos lugares, un tercero y un cuarto. De este modo, logró su segundo título ante  	Pat Flaherty y Don Freeland.
Continuando como piloto de Clint Brawner, Bryan llegó tercero en las 500 Millas de Indianápolis de 1957, sin poder darse el gusto de liderar una sola vuelta ante el dominio de Sam Hanks y Jim Rathmann. Ese año consiguió además dos victorias en Detroit y Phoenix, dos segundos puestos y un cuarto, por lo que obtuvo su cuarta corona ante Rathmann y George Amick. Por su parte, ganó la Carrera de los Dos Mundos en el óvalo de Monza en Italia ante Troy Ruttman y Johnnie Parsons, tras obtener dos primeros puestos y un segundo en las tres mangas de la prueba.
George Salih contrató a Bryan para pilotar un Epperly en 1958. Lideró 139 de las 200 vueltas de las 500 Millas de Indianápolis, y triunfó ante Amick, Johnny Boyd, Tony Bettenhausen y Rathmann. Eso le bastó para ubicarse sexto en el campeonato de la USAC. Luego disputó la Carrera de los Dos Mundos para el mismo equipo. Obtuvo dos segundos lugares y un tercero en las tres mangas, por lo que completó las 500 millas con un minuto y medio de diferencia por detrás del vencedor Rathmann.
Bryan abandonó en la segunda vuelta de las 500 Millas de Indianápolis de 1959 por falla mecánica. Abandonó nuevamente en la edición 1960 por problemas mecánicos, en este caso en la vuelta 153. En Langhorne clasificó segundo, pero chocó en la primera vuelta de la carrera con un Watson número 1, muriendo luego de dar varios vuelcos.
La carrera primaveral de la USAC y luego la CART llegó el nombre Jimmy Bryan Memorial durante doce ediciones entre 1965 y 1984. Asimismo, el músico de Indiana Harry Weger compuso una balada country sobre él.

## Resultados

### Fórmula 1
(Clave) (negrita indica pole position) (cursiva indica vuelta rápida)
| Año         | Escudería                | 1   | 2       | 3      | 4     | 5   | 6   | 7   | 8   | 9   | 10  | 11  | Pos. | Puntos |
| ----------- | ------------------------ | --- | ------- | ------ | ----- | --- | --- | --- | --- | --- | --- | --- | ---- | ------ |
| 1951        | Viking Trailer           | SUI | 500 DNQ | BEL    | FRA   | GBR | GER | ITA | ESP |     |     |     | NC   | 0      |
| 1952        | Peter Schmidt            | SUI | 500 6   | BEL    | FRA   | GBR | GER | NED | ITA |     |     |     | NC   | 0      |
| 1953        | Blakely Oil              | ARG | 500 14  | NED    | BEL   | FRA | GBR | GER | SUI | ITA |     |     | NC   | 0      |
| 1954        | Dean Van Lines           | ARG | 500 2   | BEL    | FRA   | GBR | GER | SUI | ITA | ESP |     |     | 10º  | 6      |
| 1955        | Dean Van Lines           | ARG | MON     | 500 24 | BEL   | NED | GBR | ITA |     |     |     |     | NC   | 0      |
| 1956        | Dean Van Lines           | ARG | MON     | 500 19 | BEL   | FRA | GBR | GER | ITA |     |     |     | NC   | 0      |
| 1957        | Dean Van Lines           | ARG | MON     | 500 3  | FRA   | GBR | GER | PES | ITA |     |     |     | 16º  | 4      |
| 1958        | Belond AP / George Salih | ARG | MON     | NED    | 500 1 | BEL | FRA | GBR | GER | POR | ITA | MAR | 13º  | 8      |
| 1959        | Belond AP / George Salih | MON | 500 33  | NED    | FRA   | GBR | GER | POR | ITA | USA |     |     | NC   | 0      |
| 1960        | Metal-Cal                | ARG | MON     | 500 19 | NED   | BEL | FRA | GBR | POR | ITA | USA |     | NC   | 0      |
| Referencia: |                          |     |         |        |       |     |     |     |     |     |     |     |      |        |